# ゼネラル・エレクトリック J47
ゼネラル・エレクトリックJ47は、ゼネラル・エレクトリックJ35をゼネラル・エレクトリック(現在のGE・アビエーション)が改良して開発したジェットエンジン。

## 概要
12段の軸流式圧縮機と1段のタービンを搭載していた。 8基の燃焼室が使用され、アフターバーナーも備えていた。
最初の飛行試験は1948年5月に実施され、同年9月に、J47を装備したノースアメリカンF-86は世界速度記録を樹立した。 1956年までに、数社でライセンス生産され、合計で約3万台が生産された。

## 仕様（J47-GE-25）
- 全長: 370 cm
- 直径: 93.3 cm
- 重量：1,158 kg
- 圧縮機：12段軸流式圧縮機
- 圧縮比 : 5.5
- 推力：26.56 kN

## 派生型
J47-GE-1推力4,850重量ポンド (22 kN)
J47-GE-2(TG190-E) 7,950 rpmで6,000重量ポンド (27 kN) ,ノースアメリカン FJ-2 Fury
J47-GE-11(TG190-C) ボーイング B-47A と B-47Bに搭載
J47-GE-13(TG190-C) ノースアメリカン F-86E セイバーとノースアメリカン B-45C トルネードに搭載
J47-GE-15(7E-TG190-C) ノースアメリカン B-45C トルネードに搭載
J47-GE-17(7E-TG190-D) 7,950 rpm時に5,425重量ポンド (24 kN),7,950 rpm時に 7,350重量ポンド (33 kN),ノースアメリカンF-86D セイバー
J47-GE-17B推力5,425重量ポンド (24 kN)
J47-GE-19(TG190-C) 5,200重量ポンド (23 kN), コンベア B-36D と B-36Fの動力
J47-GE-23(7E-TG190-E) 5,800重量ポンド (26 kN), ボーイング B-47B と RB-47Bの動力
J47-GE-255,970重量ポンド (27 kN) ドライ推力, (水噴射時6,970重量ポンド (31 kN)), ボーイング B-47E と RB-47Eの動力
J47-PM-25(TG190-E) パッカード自動車会社製
J47-ST-25(TG190-E) スチュードベーカー製
J47-GE-27(TG190-E) 5,970重量ポンド (27 kN) 推力、ノースアメリカン F-86F セイバーの動力
J47-GE-29(TG190-E) -27と類似
J47-GE-335,550重量ポンド (25 kN) 推力、F-86F & F-86Kの動力

## 搭載機
- ボーイング B-47 ストラトジェット
- ボーイング KB-50J スーパーフォートレス
- ボーイング KC-97 ストラトフレイター
- チェース XC-123A
- コンベア B-36 ピースメーカー
- コンベア NB-36
- カーチス XF-87 ブラックホーク
- マーティン XB-51
- ノースアメリカン B-45C トルネード
- ノースアメリカン F-86 セイバー
- ノースアメリカンF-86D セイバー
- ノースアメリカン FJ-2 Fury
- リパブリック XF-91 サンダーセプター